# Chacal (poeta)
Chacal (pseudônimo de Ricardo de Carvalho Duarte; Rio de Janeiro, 24 de maio de 1951) é um poeta e letrista brasileiro.

## Vida
Aluno de Comunicação Social da Universidade Federal do Rio de Janeiro, foi um dos primeiros poetas da década de 1970 a se utilizar do mimeógrafo para divulgar sua poesia, com o livro Muito Prazer (1971/2), na companhia de Charles Peixoto, que editou Travessa Bertalha 11.
Como tinha planos de viajar para a Inglaterra e conhecer de perto a contracultura, mas sem dinheiro para tanto, editou um segundo livro, Preço da Passagem, em forma de envelope que foi vendido entre amigos e entre frequentadores da zona sul carioca.
Em 1975 participou do grupo Vida de Artista, que contava com poetas como Francisco Alvim e Cacaso. Nesse ano lançou seu terceiro livro, América. Em 1976 teve poemas incluídos na antologia 26 poetas hoje, de Heloísa Buarque de Hollanda. Em seguida lançou Quampérius. Nessa época juntou-se a Charles Peixoto, Bernardo Vilhena e Ronaldo Bastos para fundarem o Nuvem Cigana, grupo que agitou a vida carioca do final da década de 1970, em especial com os happenings Artimanhas.
Paralelo à poesia Chacal passa a trabalhar com grupos de teatro, escrevendo Aquela Coisa Toda para o grupo Asdrúbal Trouxe o Trombone, e Recordações do Futuro, para o grupo Manhas & Manias. Nesse período aproxima-se de Patrícia Travassos e Evandro Mesquita, futuros parceiros da banda Blitz, para a qual Chacal compôs algumas letras.
Em 1983 veio a público Drops de Abril, reunião dos livros anteriores editada pela editora Brasiliense.
Seus outros livros são: Comício de Tudo (1986) - crônicas que escreveu para o Correio Braziliense -, Letra Elétrika (1994), Posto Nove (1998), A Vida é curta pra ser pequena (2002) e Tudo e mais um pouco (2016, Editora 34).
Desde 1990 é diretor do CEP 20.000.
Criou o Grupo Farani53 com poetas que se encontravam na biblioteca Machado de Assis em Botafogo.
Em abril de 2016, a dupla de música eletrônica Sofi Tukker lançou a canção "Drinkee". A música é inspirada no poema "Relógio" do poeta Chacal. As letras são cantadas no idioma original o português. A canção foi nomeada para o Grammy Award pela Melhor Gravação de Dance na 59ª cerimônia. Atualmente, a canção "Drinkee" contém mais de 40 milhões de visualizações no Spotify, e foi fundo musical da apresentação do Apple Watch, na conferência da Apple. Depois do sucesso de "Drinkee", a dupla lançou a canção "Energia" em conjunto com o poeta. 